# 卢蒲嫳
卢蒲嫳，中国春秋时期齐国大臣。卢蒲癸之弟。 
前548年，齊後莊公因為與崔杼的妻子通姦，被崔杼聯合庆封所杀。卢蒲癸逃到晋国，卢蒲嫳投靠庆封。
前546年，崔杼宠爱东郭姜，崔杼的前妻之子崔成有疾病，东郭姜之子崔明被立为继承人。崔成想要崔邑，崔杼答应了，东郭姜的兄弟东郭偃和东郭姜前夫棠无咎不同意，认为崔邑应该归崔氏宗主。崔成求助于庆封，庆封告诉卢蒲嫳。卢蒲嫳说：“他，是国君的仇人。上天或者将要抛弃他了。他家里确实出了乱子，您担的什么心？崔家的削弱，就是庆家的加强。”崔成和弟弟崔彊在庆封怂恿下，杀死棠无咎、东郭偃。崔杼出逃，请庆封帮他安定家族，庆封趁机派卢蒲嫳杀崔成、崔彊，东郭姜自杀。崔杼见家破人亡，也绝望自杀。崔明逃到鲁国。
卿大夫在朝廷用餐时，应该每天有两只鸡，但经常被人偷偷地换成了两只鸭子，并把肉都拿出来，只给卿大夫送汤。卿大夫子雅、子尾知道真相后非常生气。庆封将这件事告诉了卢蒲嫳，卢蒲嫳说：“把他们比作禽兽，今天我就要睡在他们的皮毛之上。”
庆封喜欢打猎、喝酒，把政权交给庆舍，带着他的妻妾财物到卢蒲嫳家里，交换妻妾喝酒。卢蒲嫳就把卢蒲癸召回，庆舍把女儿嫁给了卢蒲癸。卢蒲癸和王何成了庆舍的侍卫。
卢蒲癸和王何两人，要为齐後莊公报仇，欲杀庆舍。卢蒲癸挑拨庆氏与高栾二家的关系。前545年秋，在太庙祭祀姜太公的时候，卢蒲癸和子雅（栾竃）、子尾（高虿）杀死了庆舍，庆封逃到了鲁国。
前539年，齐景公在莒地打猎，卢蒲嫳哭着请求说：“我的头发这么短，我还能做什么？”齐景公回去告诉了子尾和子雅。子尾想要卢蒲嫳官复原位，子雅不同意，说：“他的头发短，心计长，他也许要睡在我的皮上了。”子雅、子尾将卢蒲嫳放逐到了燕国。